# Eriopyga orophila
Eriopyga orophila là một loài bướm đêm trong họ Noctuidae.